# الصحة النفسية ليسوع

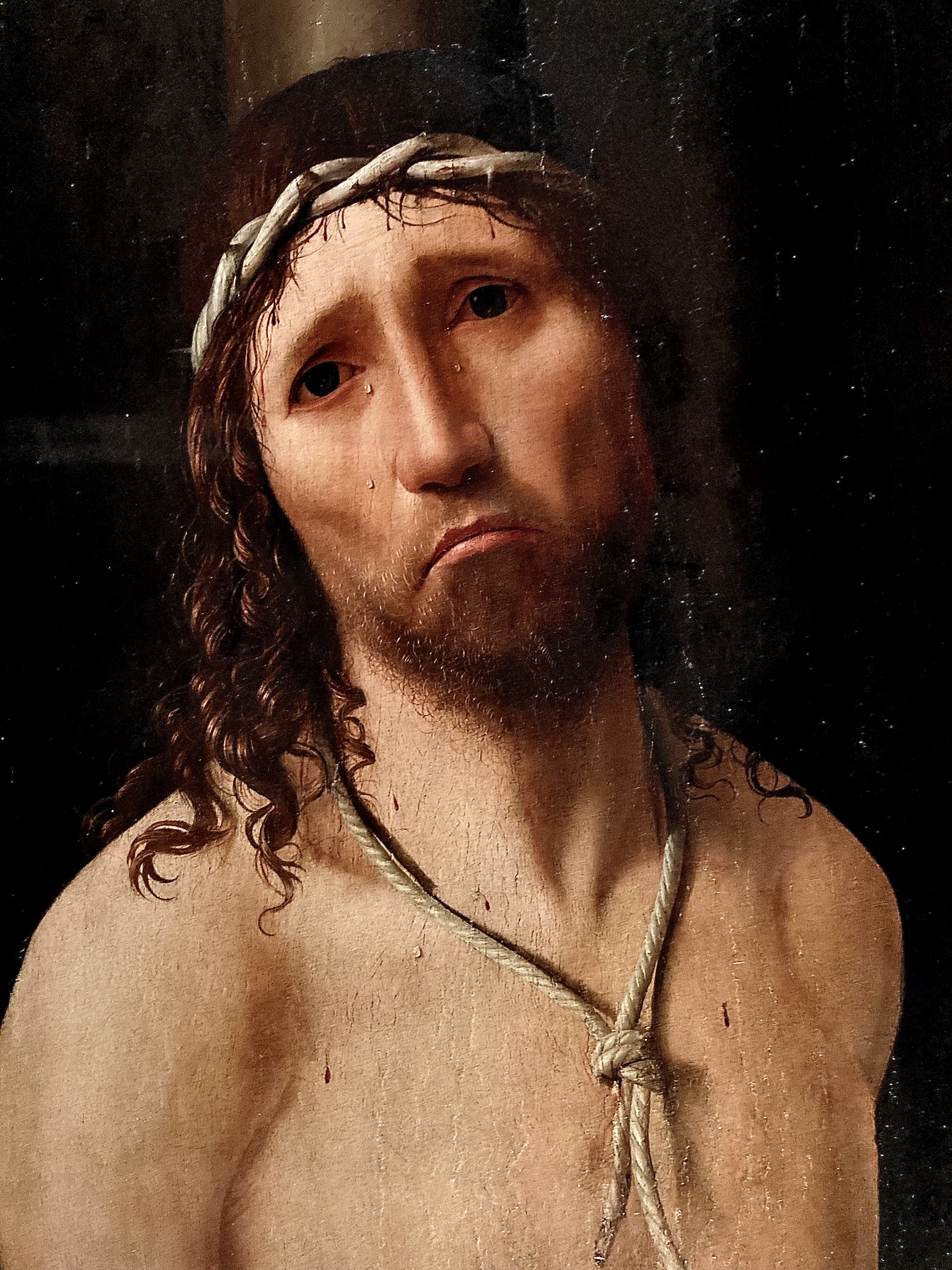
إيسي هومو لأنطونيلو دا ميسينا 1473

إن مسألة ما إذا كان يسوع التاريخي يتمتع بصحة نفسية جيدة هي موضوعٌ يُناقشه العديد من علماء النفس والفلاسفة والمؤرخين والكتاب. وكان أول من طرح تساؤلاتٍ واسعةً وشاملةً حول الصحة النفسية ليسوع بعد عدة محاولاتٍ أخرى لمعالجة هذا الموضوع هو عالم النفس الفرنسي شارل بينيه سانجليه كبير أطباء باريس ومؤلف كتاب La Folie de Jésus المكون من أربعة مجلدات. ( جنون يسوع 1908-1915). هذا الرأي له مؤيدون ومعارضون. ويستنكر المسلمون الآراء المذكورة في المقال.

## آراء تتحدى عقل يسوع
ورد تقييم سلامة عقل يسوع لأول مرة في الأناجيل. ينقل إنجيل مرقس رأي أفراد عائلته الذين يعتقدون أن يسوع "مختل عقليًا". ويوضح بعض الأطباء النفسيين وعلماء الدين والكتاب أنه وفقًا للأناجيل فإن عائلة يسوع (مرقس ٣: ٢١) وبعض أتباعه (يوحنا ٧: ٢٠ انظر أيضًا يوحنا ١١: ٤١-٥٣) ومعاصريهم في مراحل زمنية مختلفة اعتبروه واهمًا أو ممسوسًا بالشياطين أو مجنونًا.
فلما سمع أهله ذلك خرجوا ليقبضوا عليه لأن الناس كانوا يقولون: إنه مختل. وقال الكتبة الذين نزلوا من أورشليم: إنه ممسوس ببعلزبول وبرئيس الشياطين يخرج الشياطين.

أما الإتهام الوارد في إنجيل يوحنا فهو أكثر حرفية:
وحدث انقسامٌ بين اليهود أيضًا بسبب هذا الكلام. فقال كثيرون منهم: «به شيطان وهو مجنون، فلماذا تستمعون إليه؟» وقال آخرون: «ليس هذا كلام من به شيطان. هل يستطيع الشيطان أن يفتح أعين العميان؟»

## آراء تدافع عن عقلانية يسوع
أثارت الآراء والمنشورات التي تشكك في سلامة يسوع العقلية وخاصةً آراء جورج لومير وتشارلز بينيه سانجلي وويليام هيرش ردود فعل جدلية. وكان أول من طعن فيها هو ألبرت شفايتزر في أطروحته للدكتوراه "الدراسة النفسية ليسوع: التفسير والنقد" ( Die psychiatrische Beurteilung Jesu: Darstellung und Kritik 1913)     وأيضاً عالم اللاهوت الأمريكي والتر إي. بوندي في كتابه الصادر عام 1922 بعنوان "الصحة النفسية ليسوع". حيث لخص باندي دفاعه عن سلامة عقل يسوع العقلية:
إن تشخيص شخصية يسوع لا يمكن أن يحدث إلا على أساس عدم الإلمام بمسار واستنتاجات نقد العهد الجديد والتطبيق الهواة لمبادئ علم الطب النفسي.— (p. 268)
في وقت سابق دافع عن الصحة العقلية ليسوع من قبل: اللاهوتي الكاثوليكي الألماني أستاذ الدفاعيات في جامعة فورتسبورغ فيليب كنيب (Moderne Leben-Jesu-Forschung unter dem Einflusse der Psychiatrie 1908) - ضد حجج هولتزمان ولومر وراسموسن وباومان، عالم اللاهوت الإنجيلي الألماني والقس هيرمان فيرنر (Die psychische Gesundheit Jesu 1908) - ضد حجج هولتزمان ولومر وراسموسن، وأيضًا الطبيب النفسي الألماني كبير الأطباء في ملجأ فريدريشسبيرج للأمراض العقلية في هامبورج هاينريش شايفر (طبيب نفسي) (Jesus in psychiatrischer Beleuchtung: eine Kontroverse 1910) - ضد حجج لومر وراسموسن.
يدافع الأطباء النفسيون المسيحيون أوليفييه كوينتين هايدر وبابلو مارتينيز وأندرو سيمز عن الصحة العقلية ليسوع. كما تناول المدافعون المسيحيون مثل جوش ماكدويل ولي ستروبل موضوع الدفاع عن عقل يسوع. وقد كُرِّس الدفاع عن الصحة العقلية ليسوع في افتتاحية مجلة اليسوعيين الإيطاليين لا تشيفيتا كاتوليكا التي نُشرت في 5 نوفمبر 1994. إلى سؤال العنوان E se Gesù si fosse ingannato? ("ماذا لو خدع يسوع نفسه؟") وردّ المحررون بالنفي مجادلين بأن يسوع لم يكن متعصبًا أو مصابًا بجنون العظمة بل كان شخصًا سليمًا عقليًا وواقعيًا للغاية. ولذلك لم يخدع نفسه بقوله إنه المسيح وابن الله.
يناقش الباحث الأمريكي في الدراسات التوراتية جيمس هـ. تشارلزورث في مقاله "بحث يسوع وظهور السيرة النفسية" (2002) المحاولات السابقة لكتابة سيرة نفسية ليسوع. وفي ختام بحثه يشير إلى أن الصور السابقة (التي وُضعت في بداية القرن العشرين) ليسوع المضطرب عقليًا والمصاب بجنون العظمة والهلوسة نتجت عن مقارنته بالمصابين بجنون العظمة في عيادات مُبدعيهم وتطبيق علم النفس الفرويدي على المصادر القديمة. ووفقًا للمؤلف ينبغي دراسة نوايا يسوع في سياق مكانه وعصره باستخدام البحث التاريخي.
فسّر تيار واسع من الباحثين الليبراليين معمودية يسوع على أنها تجربة مهنية. فبعد أن عاش حياة طبيعية تمامًا في مقاطعة الجليل، يُقال إنه عاش لحظة معموديته تجربةً فارقةً. إذ يُقال إنه حينها أدرك علاقته الخاصة بالله ورسالته الدينية. ويُفترض أن هذه الرسالة نشأت من دافع التوقع السائد آنذاك والذي أعاد يوحنا صياغته بإبداع، ومن الاضطراب العاطفي الذي أحدثته معموديته في حياة يسوع. لكن لا يمكن العثور على أيٍّ من هذا في النصوص. فمهما بلغ التعمق العلمي في عرض هذه القراءة، يجب اعتبارها أقرب إلى "رواية عن يسوع" منها إلى تفسير فعلي للنصوص. فالنصوص لا تُتيح لنا أي نافذة على حياة يسوع الداخلية - فيسوع فوق تحليلاتنا النفسية.(جوارديني, عالم المسيحية).

يُخصّص الفيلسوف الأمريكي والقس المسيحي روبن مايرز الفصل الأول من كتابه "الكنيسة السرية: استعادة نهج يسوع التخريبي" (2012) للدفاع عن الصحة العقلية ليسوع. ووفقًا له "كان العديد ممن شككوا في الصحة العقلية ليسوع يفعلون ذلك لإثارة الشكوك حول الادعاءات المتعلقة به وعلى هذا رفض الإنجيل باعتباره هراءً" (ص 28). بلإضافة إلى ذلك (ص 32) يقتبس المؤلف ردًا على ذلك من توماس ميرتون: "إن مفهوم العقلانية في مجتمع فقدت فيه القيم الروحية معناها هو في حد ذاته لا معنى له".
كان سي إس لويس ينظر إلى الصحة العقلية ليسوع في ما يعرف باسم معضلة لويس (الصياغة المقتبسة هنا هي من تأليف جون دنكان):
إما أن المسيح خدع البشرية بخداعٍ واعي أو أنه كان هو نفسه مُضلَّلاً ومُخدَعًا أو أنه كان إلهًا. لا مفرّ من هذه المعضلة فهي حتمية.

كتب عالم العهد الجديد الملحد اللاأدري بارت إيرمان على مدونته الخاصة:
وربما ظنّ (أعتقد أنه ظنّ) أنه سيُصبح المسيح في المملكة المستقبلية. ربما كانت هذه نظرةً مُتعاليةً لنفسه لكنني لا أعتقد أن هذا يُجنّن يسوع. بل يجعله نبيًّا مُتنبئًا بنهاية العالم واثقًا بوجه غير عادي. كان هناك آخرون لديهم رؤىً عظيمة في ذلك الوقت. لا أعتقد أن هذا يجعله مريضًا نفسيًا. بل يجعله يهوديًا مُتنبئًا بنهاية العالم في القرن الأول.

## قراءة إضافية
- Schweitzer، Albert (1958). The Psychiatric Study of Jesus: Exposition and Criticism. ترجمة: Joy، Charles R. Boston: Beacon Press. OCLC:977923917. OL:14099395M. (full text)
- Howard-Snyder، Daniel (10 يناير 2004). "Was Jesus Mad, Bad, or God?... or Merely Mistaken?" (PDF). Faith and Philosophy. Society of Christian Philosophers. ج. 21 ع. 4: 456–479. DOI:10.5840/faithphil200421440. ISSN:0739-7046. مؤرشف من الأصل (PDF) في 2025-06-24. اطلع عليه بتاريخ 2025-06-24.
- Cossette, Jean-Philippe (2006). Jesus Was Schizophrenic (بالإنجليزية). Amazon Digital Services LLC - KDP Print US. ISBN:979-8508630508. Archived from the original on 2024-12-04. Retrieved 2025-06-24.
- Behrman, Bruce W. (2023). The Historical Christ: A Cognitive Psychologist's Perspective (بالإنجليزية). Eugene, Oregon: Resource Publications. ISBN:978-1666737844. Retrieved 2025-06-24.

## روابط خارجية
- Vankin، Sam (23 أغسطس 2019). "Psychotic Grandiosity: The Case of Jesus "Christ", Narcissist". Vaknin Talks. مؤرشف من الأصل في 2025-06-25. اطلع عليه بتاريخ 2025-06-15.
- ألقى بابلو مارتينيز وأندرو سيمز محاضرة حول كتابهما الجديد "مجنون أم إله". (October 15, 2018) on YouTube